# Тата, Ратан
Ратан Навал Тата (гудж. રતન નવલ ટાટા; англ. Ratan Naval Tata; 28 декабря 1937, Бомбей, Индия — 9 октября 2024, Мумбаи) — индийский предприниматель, инвестор, председатель совета директоров конгломерата Tata Group. Член известной семьи Тата в Индии, признан влиятельнейшим бизнесменом Индии.

## Биография
Ратан — сын парсского бизнесмена Навала Таты (1904—1989).

### Карьера
В 1981 году Ратан Тата был объявлен будущим преемником на посту председателя совета директоров компании Tata Group после отставки Джахангира Ратанджи Дадабхаи Таты.
В 1991 году стал председателем компании. За период его работы Tata Group купила иностранные компании Corus, Tetley и Jaguar Land Rover.
Ратан Тата объявил о своём уходе из компании 28 декабря 2012 года. Его место планируется передать Сайрусу Мистри.

### Личная жизнь
На протяжении жизни Тата так и не женился, хотя признался, что серьёзно подошёл к женитьбе четыре раза.
Тата был госпитализирован в больницу Breach Candy в критическом состоянии из-за одышки и находился под интенсивной терапией с 7 октября 2024 года. Он умер там в 11:30 по восточному времени 9 октября 2024 года в возрасте 86 лет из-за возрастных проблем.

## Награды
- Почётный Рыцарь Большого Креста ордена Британской империи (2014)
- Почётный Рыцарь-Командор ордена Британской империи (2009)
- Великий офицер ордена «За заслуги перед Итальянской Республикой» (2009)
- Орден Восходящего солнца 1 класса (2012)[10]
- Командор ордена Почётного легиона (2016)[11]
- Офицер ордена Австралии (2023)[12]
- Падма Бхушан (2000)
- Падма Вибхушан (2008)
- Медаль Восточной Республики Уругвай (2004)[13]